# يارن

شعار تطبيق "يارن"

يارن هو تطبيق لإدارة الحزم البرمجية المستخدمة في جافاسكريبت. طُور في عام 2016 من خلال تعاون بين ميتا وجوجل، وذلك كبديل محتمل لمدير حزمة العقدة.